# 第四代戰爭
第四代战争（英語：Fourth-generation warfare，缩写：4GW），是以战斗人员与平民之间的边界模糊不清為特點的軍事及政治衝突。
1980年，包括威廉·S·林德在内的美国分析小组首次使用这一术语，描述战争去中心化。就现代战争世代而言，第四代战争标志着民族国家失去了对作战部队的近乎垄断，回到了前现代常见的冲突模式。
最简单的定义包括任何战争，其中主要参与者之一不是国家，而是暴力非国家行为者。这类冲突的经典案例，如早于现代战争概念的斯巴达克斯起义。

## 要素
第四代战争被定义为涉及以下要素的冲突：

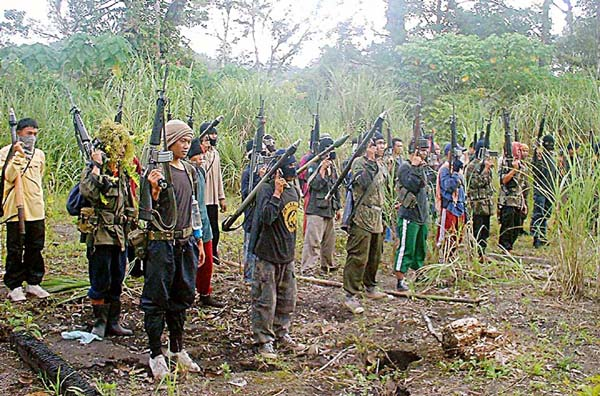
马京达瑙省的游击队，1999

- 复杂的政治立场和长期的战争冲突，如：俄乌战争
- 恐怖主义（战术）
- 非国家或跨国基地：高度分散化
- 对敌人文化的直接攻击，包括对平民的种族灭绝行为
- 使用所有可利用的压力，如政治、经济、社会和军事等
- 发生在低强度战争，涉及所有网络的行为者
- 非战斗人员是战术的兩難
- 缺少等级制度
- 小规模，分散的通信和财政支持网络
- 使用叛乱战术作为颠覆、恐怖主义和游击战
- 分散的部队

## 历史
1989年，威廉·S·林德、Keith Nightengale、 John F. Schmitt、 Joseph W. Sutton、 Gary I. Wilson在《海军陆战队公报》刊登的《战争面貌的变化：进入第四代》中率先提出此概念。2006年，美国海军陆战队前上校托马斯·哈姆斯在著作《投石索和石头》扩展「第四代戰爭」的概念。
这些作者所描述的几代战争是：
- 第一代（英语：Generations of warfare）：直线和纵队战术；在滑膛火枪时代发展起来。林德将第一代战争描述为1648年威斯特伐利亚和约结束三十年战争并确立国家需要组织和进行战争之后开始的。[3]第一代战争由具有自上而下纪律的严格命令的士兵组成。这些部队以紧密的秩序作战，缓慢前进。随着战场的变化，这种情况开始改变。随着弓箭或剑演变成步枪和机枪，直线和纵队战术现在被认为是自杀性战术。
- 第二代（英语：Generations of warfare）：线性火力和运动的战术，依靠间接火力。这种类型的战争可以在第一次世界大战的早期阶段看到，当时仍然严格遵守队列和制服的演习和纪律。然而，仍然依赖大炮和火力来打破僵局，并向激战发展。
- 第三代（英语：Generations of warfare）：渗透的战术，以绕过和瓦解敌人的作战部队，而不是寻求接近敌人和摧毁他们；以及纵深防御。第三代战争的军队试图绕过敌人，向前攻击他的后方，如第一次世界大战中德国风暴突击队为了打破堑壕战的僵局而对英国和法国使用的战术。第三代战争的这些方面渗入了第四代战争，因为它也是追求速度和主动性的战争。然而，它的目标是军事设施和国内平民。

第四代战争的使用可以追溯到冷战时期，因为超级大国和主要大国试图保持其对殖民地和被占领领土的控制。由于无法承受与轰炸机、坦克和机枪的直接战斗，非国家实体使用教育、宣传、运动建设、保密、恐怖或混乱的战术来克服技术差距。
第四代战争往往涉及到一个叛乱团体或其他暴力非国家行为者试图实施他们自己的政府或在当前统治者之上重建一个旧政府。然而，当一个非国家实体不试图，至少在短期内，强加自己的统治，而只是试图扰乱发生战争的国家并使其失去合法性时，往往会更加成功。其目的是迫使国家对手耗费人力和财力，试图建立秩序，最好是以一种高高在上的方式，这样做只会增加混乱，直到国家投降或撤退。
第四代战争经常出现在涉及失败国家和内战的冲突中，特别是涉及非国家行为者、棘手的民族或宗教问题或严重的常规军事差异的冲突。其中许多冲突发生在被作者托马斯·巴尼特描述为非集成差距的地理区域，由来自全球化的功能核心的国家进行战斗。
第四代战争与传统的低强度战争的经典形式，叛乱和游击战有很多共同之处。与这些小型战争一样，战争是由“弱者”一方通过可称为“进攻性”的行动发起的。不同之处在于，第四代战争的对手将这些传统概念适应于当今的条件。这些条件是由技术、全球化、宗教原教旨主义以及道德和伦理规范的转变所决定的，这种转变为以前被认为是限制战争行为的某些问题带来了合法性。这种融合和蜕变为进攻方和防守方的实体提供了新的战争方式。

## 特征
第四代战争的特点通常是由暴力非国家行为者（VNSA）与国家作战。这种战斗可以通过实际行动进行，例如现代的例子真主党或泰米尔伊拉姆猛虎解放组织（猛虎组织）。
在这个领域，越南国家安全局使用第四代战争的所有三个级别。这些是身体（实际战斗；它被认为是最不重要的）、精神（战斗意志、对胜利的信念等）和道德（是最重要的，这包括文化规范等）。
第四代战争的敌人具有以下特点：缺乏级别权威，没有正式的结构，要有耐心和灵活走位，在需要时能够保持低调，而且规模小。第四代战争的对手可能使用过叛乱分子、恐怖分子或游击队的战术，以对国家的基础设施发动战争。第四代战争发生在所有战线上：经济、政治、媒体、军事和民事。传统的军事力量往往必须调整战术来对抗第四代战争的敌人。
抵抗也可以是攻击敌人身体的暴力。这是通过非暴力手段，例如圣雄甘地反对大英帝国或小马丁·路德·金领导的游行。两者都希望自己的派别能够缓和冲突，而国家则对其进行升级，其目的是在道德和精神层面而非身体层面上针对对手。这样一来，国家就被视为具有压迫性，失去了支持。
第四代战争的另一个特点是，与第三代战争不同，暴力非国家行为者的部队是分散的。在第四代战争中，甚至可能没有单一的组织，较小的团体组织成临时联盟，以更大的威胁（即国家武装力量或其他派别）为目标。因此这些联盟很薄弱，如果国家的军事领导层足够聪明，他们可以分裂他们的敌人，使他们在自己内部作战。
第四代战争目标：
- 生存。
- 让敌人的政治领导者相信，他们的目标要么无法实现，要么代价太大，无法获得预期的利益。[9]

然而，另一个因素是，政治立场已经发生变化。这些立场可能围绕着民族主义、宗教、或家庭或宗族荣誉。
分散的力量，如游击队、恐怖分子和暴乱者，由于缺乏重心，使他们的敌人无法在一个集焦上给予冲突结束的打击。因此在打击暴力非国家行为者时，战略变得更加困难。
有理论认为，第四代战争中的国家与国家之间的冲突将利用黑客和国际法来攻击较弱一方的目标，其逻辑是，较强国家的平民会因为看到他们的国家从事所谓的暴行和自己的银行账户遭受到偷窃从而失去战斗意志。
新时代恐怖主义的三个主要特征被认为是其混合结构（与传统的微观指挥和控制模式相反），重视系统性破坏而非目标破坏，以及对技术进步（包括社交媒体和移动通信技术）的复杂使用。 恐怖主义网络可以被设计成无头的（像本-拉登之后的基地组织那样无头）或多头的（像克什米尔分离主义者那样有九头蛇）。支持恐怖分子的社会媒体网络的特点是正反馈循环、紧密耦合和非线性反应传播（即小的扰动引起大的不相称的反应）。

## 批评
第四代战争理论受到了批评，理由是它“只不过是重新定义了非国家叛乱分子和民族国家士兵之间的传统冲突”。
战略研究所作家和美国陆军战争学院教授Antulio J. Echevarria II在其文章《第四代战争和其他神话》中认为，被称为‘第四代战争’的东西只是叛乱。他还声称，第四代战争是由林德“重新发明”的，以创造出预测未来的假象。埃切瓦里亚写道：“代际模式是描述战争变化的一种无效方式。简单的位移很少发生，重大的发展通常是平行发生的”。 The critique was rebutted by John Sayen, a military historian and retired Lt. Col. in the Marine Corps Reserve.
美国海军陆战队中将肯尼思·麦肯齐将第四代战争理论描述为 “优雅的不相关"，并指出“其方法不明确，其事实有争议，可以有广泛不同的解释，其相关性值得怀疑。”
Rod Thornton认为，Thomas Hammes和William S. Lind正在“提供一个分析性的镜头，通过它来看待现在‘外面’存在的那种反对派，并强调目前美国军队在处理这种反对派方面的缺点”。与其说第四代战争是对一种新的战争方式的解释，不如说它允许不同年代的战争融合在一起，例外的是第四代战争还包括新技术。第四代战争理论家如林德和哈姆斯希望指出，“不仅仅是军队的结构和装备不适合第四代战争问题，其心理也不适合”。